# Lista över städer i Ukraina som bytt namn
Detta är en Lista över städer i Ukraina som bytt namn.
Många Ukrainska städer har bytt namn under 2016 och i enlighet med den så kallade avkommunistiseringslagen som förbjuder kommunistiska och nazistiska symboler. 
Krim
- Aluston → Lusta → Aluşta → Alusjta (1784)
- Ermeni Bazar → Armyanskiy Bazar (1736) → Armjansk (1921)
- Karasubazar → Bilohirsk (1944)
- Aqmeçit → Tjornomorske (1944)
- Canköy → Dzjankoj (1784)
- Kerkinitis → Kezlev (7th century) → Gözleve → Jevpatorija (1784)
- Theodosia → Ardabda → Kafas → Caffa → Kefe (1475) → Feodosija (1784)
- Sarabuz → Hvardijske (1944)
- Inkerman → Belokamensk (1976) → Inkerman (1991)
- Panticapaeum → Bosporus → Kortjev → Vosporo/Cerchio → Kertj
- İslâm Terek → Kirovske (1944)
- Kurman-Kumelĉi → Krasnohvardijske (1944)
- Qızıltaş → Krasnokamjanka (1945)
- Aşağı Otuz → Njzhnij Otuz (1945) → Kurortne (1978)
- Albat → Kujbysjeve (1945)
- Yedi Quyu → Sem Kolodezej (1784) → Lenine (1957)
- Sejitler → Nyzjnohirsk (1944)
- Büyük Onlar → Oktjabrske (1945)
- Kaygador → Provalnoje → Dvoyakornoe → Bubnovka → Ordzjonikidze (1937)
- Yañı Küçükköy → Parkove
- Or Qapı → Perekop (1736)
- Curçı → Pervomajske (1944)
- Aşağı Kikineiz → Ponyzivka
- Bazarçıq → Posjtove (1945)
- Hafuz → Juzjnaja Totjka (1938) → Prymorskij (1952)
- Aqşeyh → Rozdolne (1944)
- Saq → Saky (1784)
- Aqyar → Sevastopol (1826; också: Sebastopol)
- Otuz → Sjtjebetovka (1944)
- Aqmescit → Simferopol (1784)
- Dolossı → Sovjetske
- İçki → Sovietsky (1944)
- Eski Qırım → Staryi Krym (1783)
- Sudaq → Sudak (1784)

Zaporizjzja oblast
- Aleksandrovsk → Zaporizjzja (1921)

Luhansk oblast
- Jurjevka → Altjevsk (1903) → Vorosjylovsk (1931) → Vorosjylovsk/Altjevsk (1957) → Komunarsk (1961) → Altjevsk (1991)
- Izium → Almaznaja (1878) → Almazna (1977)
- Bokovo-Antratsyt → Antratsyt (1962)
- Jekaterinovka → Artem (1923) → Artemivsk (1938)
- Gorskoje → Hirske (1938)
- Golubjevskij Rudnik → Kirovsk (1962)
- Sorokino → Krasnodon (1938)
- Kryndatjovka → Krasnyj Lutj (1920)
- Lugansk → Vorosjylovhrad (1935) → Luhansk (1958) → Vorosjylovhrad (1970) → Luhansk (1990)
- Aleksandrovka → Petro-Maryevka (1865) → Pervomajsk (1920)
- Kadijevka → Sergo (1937) → Kadijivka (1940) → Stakhanov (1978) → Kadijivka (2016)

Odessa oblast
- Ophiusa → Asperon → Moncastro → Akkerman (1503) → Cetatea Albă (1918) → Bilhorod-Dnistrovskyj (1944)
- Buh Khutirs → Illitjivsk (1952) → Tjornomorsk (2016)
- Birzula → Kotovsk (1935) → Podilsk (2016)
- Hacibey → Odessa (1794)

Mykolajiv oblast
- Fedorivka → Fiodorovka (1776) → Novaja Odessa (1832) → Nova Odesa (1989)
- Kara Kerman → Özi → Ochakov (1792) → Ochakiv (1989)
- Orlyk → Orlovskij (1743) → Jekaterinskij (1770) → Olviopol (1781) → Pervomajsk (1919)
- Kostiantynivka-2 → Juzjnoukrainsk (1987)

Donetsk oblast
- Donetsko-Amvrosijevka → Amvrosijivka (1938)
- Nelepovskij → Artjoma (1921) → Artemove (1938) → Zalizne (2016)
- Avdejevka I & Avdejevka II → Avdijivka (1956)
- Bachmut → Artemivsk (1924) → Bachmut (2016)
- Belozjorka → Bilozerske (1966)
- Paraskoviivka & Erastovskij rudnik & Svjatogorovskij (Krasnoarmejskij, 1920) rudnik → Dobropillja (1935)
- Jelenovskije Karjery → Dokutjajevsk (1954)
- Juzovka → Stalino (1924) → Donetsk (1961)
- Grodovskj rudnik → Novij Donbass (1934) → Novoekonomitjne (1957) → Dymytrov (1965) → Myrnohrad (2016)
- Sotsgorodok → Hirnyk (1958)
- Nova Chrestovka → Kirovske (1958)
- Karakybbud → Komsomolske (1949)
- Kramatorskaja → Kramatorsk (1932)
- Grisjyno → Postysjeve (1934) → Krasnoarmijske (1938) → Krasnoarmijsk (1938) → Pokrovsk (2016)
- Kurachivdresbud → Kurachivdres (1943) → Kurachove (1956)
- Lyman → Krasnyi Lyman (1938) → Lyman (2016)
- Dmitrijevskoje → Dmitrijevsk (1925) → Makijivka (1931)
- Manhush → Persjotravneve (1946) → Manhusj (1995)
- Pavlovsk → Mariupol (1779) → Zjdanov (1948) → Mariupol (1989)
- Gladkij → Staronikolskoje (1855) → Nikolske → Volodarske (1924) → Nikolske (2016)
- Novonikolajevskaja → Budjonnovskaja (1923) → Budjonivskij (1938) → Novoazovskij (1959) → Novoazovsk (1966)
- Grodovka → Novohrodivka (1958)
- Selidovka → Selydove (1956)
- Aleksejevo-Orlovka & Olchovtjik → Katyk → Shakhtarsk (1953)
- Jama → Siversk (1973)
- Tor → Sloviansk (1784)
- Vasiljevka → Snezjnaja (1864) → Snizhne (1920)
- Bryantsevskij → Bryantsevka (1924) → Karla Libknechta (1926) → Karlo-Libknechtove (1965) & Bilokamjanske → Karlo-Libknechtovsk (1965) → Soledar (1991)
- Bannoje → Banne (1929) → Bannovske (1938) → Slovjanohirsk (1964) → Sviatohirsk (2003)
- Uglegorskoj TES → Svitlodarske (1969) → Svitlodarsk (1992)
- Sjtjerbinovka → Sjtjerbinovskij → Dzerzjynsk (1938) → Toretsk (2016)
- Aleksejevka → Aleksejevo-Leonovo (1857) → Tjystjakove (1932) → Torez (1964) → Tjystiakove (2016)
- Lesovka → Ukrainsk (1963)
- Bolshoj Janisol → Velyka Novosilka (1946)
- Chatsapetovka → Vuhlehirsk (1958)
- Jenakijevo → Rykovo (1928) → Ordzhonikidze (1937) → Jenakijeve (1943)
- Bunge → Junich Komunarov (1924) → Junokomunarovskoje (1965) → Junokomunarivsk → Bunhe (2016)
- Novo-Zjdanovka → Zjdanov rudnik (1966) → Zjdanivka (1966)

Dnipro oblast
- Kamjanske → Dniprodzerzjynsk (1936) → Kamjanske (2016)
- Jekaterinoslav → Novorossiysk (1797) → Jekaterinoslav (1802) → Dnepropetrovsk (1926) → Dnipro (2016)
- Mykytyne → Slovjanske (1775) → Nikopol (1781)
- Samara → Novomoskovsk (1782)
- Sjakhtarske → Persjotravensk (1960)

Charkiv oblast
- Konstantingrad → Krasnohrad (1922)
- Lychatjeve → Pervomajskyi (1952)
- Zmijiv → Zmejev (1656) → Hotvald (1976) → Zmijiv (1990)

Lviv oblast
- Krystynopil → Tjervonohrad (1951)
- Kamjanka-Strumylova → Kamjanka-Buska (1944)
- Lviv → Lwów (1356) → Lemberg (1772) → Lwów (1918) → Lvov (1939) → Lemberg (1941) → Lvov (1944) → Lviv (1991)[1]
- Żółkiew (until 1939) → Zjovkva → Nesterov (1951) → Zjovkva (1992)

Volyn oblast
- Lutsk → Lutjesk (1427) → Łuck (1569) → Lutsk (1795) → Michailogorod (1850) → Luck (1915) → Łuck (1919) → Lutsk (1939)

Chmelnytskyj oblast
- Proskurov → Chmelnytskyj (1954)

Ivano-Frankivsk oblast
- Stanisławów → Stanislaviv (1939) → Ivano-Frankivsk (1962)

Ternopil oblast
- Tarnopol → Ternopil (1939)

Transkarpatiens oblast
- Ungvár (1248) → Užhorod (1919) → Ungvár (1938) → Uzjhorod (1944)

Kirovohrad oblast
- Jelizavetgrad (1784) → Zinovjevsk (1924) → Kirovo (1934) → Kirovohrad (1939) → Kropyvnytskyj (2016)

Kherson oblast
- Chapli → Askania (1828) → Askania Nova (1835)
- Olesjkij → Aljosjki (1802) → Tsiurupynsk (1928) → Olesjky (2016)
- Ali-Agok → Skadovskoje (1894) → Skadovsk (1933)
- Holy → Golaja Pristan (1786) → Hola Prystan (1923)
- Geniczi → Genitjesk (1784) → Henitjesk (1923)